# Walisische Fußballnationalmannschaft/Europameisterschaften
Der Artikel enthält eine ausführliche Darstellung der walisischen Fußballnationalmannschaft der Männer bei Europameisterschaften und den Qualifikationen dazu. Wales nahm 2016 zum ersten Mal an der Endrunde zur Europameisterschaft teil und lag danach als beste Mannschaft mit nur einer Teilnahme auf dem 16. Platz der ewigen Bestenliste und hat von den Mannschaften mit ein und zwei Teilnahmen die meisten Tore geschossen.

## Übersicht
Wales konnte sich im Oktober 2015 erstmals für die im folgenden Jahr stattgefundene Endrunde qualifizieren. Das beste Ergebnis war zuvor das Erreichen des Viertelfinales 1976, das noch vor der eigentlichen Endrunde ausgetragen wurde.
| Jahr | Gastgeberland           | Teilnahme bis …    | Letzte(r) Gegner | Ergebnis 1 | Trainer       | Bemerkungen und Besonderheiten |
| ---- | ----------------------- | ------------------ | ---------------- | ---------- | ------------- | --- |
| 1960 | Frankreich              | nicht teilgenommen |                  |            |               | |
| 1964 | Spanien                 | nicht qualifiziert |                  |            |               | In der Vorrunde an Ungarn gescheitert. |
| 1968 | Italien                 | nicht qualifiziert |                  |            |               | In der Qualifikation, die gleichzeitig als British Home Championship ausgetragen wurde, am späteren Dritten England gescheitert. |
| 1972 | Belgien                 | nicht qualifiziert |                  |            |               | In der Qualifikation an Rumänien gescheitert, das sich ebenfalls nicht für die Endrunde qualifizieren konnte. |
| 1976 | Jugoslawien             | nicht qualifiziert |                  |            |               | Im Viertelfinale am späteren Gastgeber und Vierten Jugoslawien gescheitert. |
| 1980 | Italien                 | nicht qualifiziert |                  |            |               | In der Qualifikation am späteren Europameister Deutschland gescheitert. |
| 1984 | Frankreich              | nicht qualifiziert |                  |            |               | In der Qualifikation an Jugoslawien gescheitert. |
| 1988 | BR Deutschland          | nicht qualifiziert |                  |            |               | In der Qualifikation an Dänemark gescheitert. |
| 1992 | Schweden                | nicht qualifiziert |                  |            |               | In der Qualifikation an Weltmeister Deutschland gescheitert. |
| 1996 | England                 | nicht qualifiziert |                  |            |               | In der Qualifikation am späteren Europameister Deutschland und Bulgarien gescheitert. |
| 2000 | Niederlande und Belgien | nicht qualifiziert |                  |            |               | In der Qualifikation an Italien und Dänemark gescheitert. |
| 2004 | Portugal                | nicht qualifiziert |                  |            |               | In der Qualifikation an Italien und in der Relegation an Russland gescheitert. |
| 2008 | Österreich und Schweiz  | nicht qualifiziert |                  |            |               | In der Qualifikation an Tschechien und Deutschland gescheitert. |
| 2012 | Polen und Ukraine       | nicht qualifiziert |                  |            |               | In der Qualifikation an England und Montenegro gescheitert, das sich aber auch nicht qualifizieren konnte. |
| 2016 | Frankreich              | Halbfinale         | Portugal         | 3.*        | Chris Coleman | Mit Siegen gegen die Slowakei und Russland, bei einer Niederlage gegen England erreichte Wales als Gruppensieger die K.-o.-Runde |
| 2021 | Europa                  | Achtelfinale       | Dänemark         | 16.*       | Rob Page      | Wales hatte sich mit dem Millennium Stadium in Cardiff auch für die Austragung von Endrundenspielen beworben, wurde aber nicht berücksichtigt. In der Qualifikation konnte sich Wales zusammen mit Kroatien gegen die Slowakei, Ungarn und Aserbaidschan durchsetzen. Bei der Endrunde trafen die Waliser auf Italien, die Schweiz und die Türkei. Mit je einer Niederlage, einem Remis und einem Sieg wurde als Gruppenzweiter die K.-o.-Runde erreicht. Mit der höchsten Niederlage gegen Dänemark (0:4) ausgeschieden |
| 2024 | Deutschland             | nicht qualifiziert |                  |            |               | In der Qualifikation traf Wales zunächst auf die Türkei, Kroatien, Armenien und Lettland. Als Gruppendritte trafen sie in den Play-Offs zunächst auf Finnland und gewannen mit 4:1. Im Finale war dann aber Polen letzter Stolperstein, das nach 120 torlosen Minuten im Elfmeterschießen einmal häufiger traf. |

## Endrunden mit vier Teilnehmern

### EM 1960
An der ersten Fußball-Europameisterschaft 1960, die noch als „Europapokal der Nationen“ ausgetragen wurde, wollte Wales wie die anderen britischen Verbände nicht teilnehmen.

### EM 1964
Vier Jahre später wollten schon mehr Mannschaften als 1960 teilnahmen, darunter auch die von Jimmy Murphy trainierten Waliser. Daher wurde eine Vorrunde vorgeschaltet. Wales musste gegen Ungarn antreten und verlor das Auswärtsspiel am 7. November 1962 mit 1:3. Den ersten Qualifikationsstreffer für die Waliser erzielte Terry Medwin. Das 1:1 im Heimspiel vier Monate später reichte dann nicht um das Achtelfinale zu erreichen. Ungarn erreichte dann auch die Endrunde und wurde dort Dritter. Murphy blieb zunächst noch für das letzte Spiel der British Home Championship 1962/63 und die ersten drei Spiele in der British Home Championship 1963/64 im Amt. Ihm folgte Dave Bowen, der 10 Jahre im Amt blieb und zeitweise nebenbei noch Northampton Town managte.

### EM 1968
Für die Fußball-Europameisterschaft 1968 wurden in der Qualifikation erstmals Gruppenspiele angesetzt. Wales musste gegen den frisch gebackenen Weltmeister England sowie die beiden anderen britischen Mannschaften antreten und die EM-Qualifikation galt dann gleichzeitig als British Home Championship. Wales konnte nur das letzte Spiel gegen die Nordiren gewinnen, spielte zudem zweimal remis und belegte damit den dritten Platz. Gruppensieger England hatte am Ende einen Punkt mehr als die Schotten und war für das Viertelfinale qualifiziert. Hier trafen sie auf Titelverteidiger Spanien und setzten sich mit zwei Siegen durch, womit sie für die Endrunde der besten Vier qualifiziert waren, wo sie mit dem dritten Platz ihr bisher bestes EM-Ergebnis erreichten.

### EM 1972
Vier Jahre später trafen die Waliser in der Qualifikation auf Rumänien, die Tschechoslowakei sowie Finnland. Die Waliser gewannen nur beide Spiele gegen Finnland und erreichten im Heimspiel gegen den späteren Gruppensieger Rumänien ein 0:0. Das reichte aber wieder nur zum dritten Platz. Gruppensieger Rumänien scheiterte im Viertelfinale in drei Spielen an Ungarn, das bei der Endrunde Vierter wurde und letztmals an der Endrunde teilnahm.

### EM 1976
1976 wurde die Endrunde letztmals mit vier Mannschaften ausgetragen. Wales, das seit 1974 vom Engländer Mike Smith als erstem Vollzeitmanager betreut wurde, setzte sich in der Gruppenphase gegen Ungarn, Österreich und Luxemburg durch. Dabei begann die Qualifikation für die Waliser mit einer 1:2-Niederlage in Österreich. Da aber die restlichen Spiele alle gewonnen wurden und sich Österreich und Ungarn gegenseitig Punkte wegnahmen, war Wales für das Viertelfinale qualifiziert. Hier trafen sie auf Jugoslawien, das bei der WM 1974 zu den acht besten Mannschaften gehört hatte. Nach einem 0:2 im Auswärtsspiel reichte das 1:1 im Rückspiel nicht um die Endrunde zu erreichen. Jugoslawien durfte dann die Endrunde ausrichten, konnte den Heimvorteil aber nicht nutzen und verlor beide Spiele.

## Endrunden mit acht Teilnehmern

### EM 1980
Vier Jahre später traf Wales dann in der Qualifikation für die Europameisterschaft in Italien, die erstmals mit acht Mannschaften ausgetragen wurde, auf Vizeeuropameister Deutschland sowie die Türkei und Malta. Wales gewann nur beide Spiele gegen Malta sowie das Heimspiel gegen die Türkei. Die anderen Spiele wurden verloren, wodurch Wales als Gruppendritter ausschied. Gruppensieger Deutschland konnte dann bei der Endrunde zum dritten Mal in Folge das Finale erreichen und zum zweiten Mal gewinnen. Mit dem Aus in der Qualifikation endete auch die Amtszeit von Mike Smith. Ihm folgte mit Mike England wieder ein Waliser.

### EM 1984
In der Qualifikation für die EM 1984 in Frankreich mussten die Waliser in Gruppe 4 gegen Jugoslawien sowie Bulgarien und Norwegen antreten. Wales gewann das erste Spiel gegen Norwegen mit 1:0, erreichte dann in einem dramatischen Spiel in Jugoslawien ein 4:4 und gewann anschließend gegen Bulgarien mit 1:0. Nach einem torlosen Remis in Norwegen wurde zwar in Bulgarien mit 0:1 verloren, mit einem Sieg im letzten Heimspiel gegen Jugoslawien hätten sich die Waliser aber noch für die Endrunde qualifizieren können. Da aber auch dieses Spiel remis endete – wenn auch nur mit zwei Toren – fuhren die Jugoslawen letztmals zur EM, wo sie aber in der Vorrunde scheiterten.

### EM 1988
In der Qualifikation für die Europameisterschaft in Deutschland trafen die Waliser auf Dänemark, die Tschechoslowakei und Finnland. Die Waliser gewannen und verloren je zwei Spiele und spielten zweimal remis und wurden damit Dritter. Verpasst hatten sie die Qualifikation aber erst in den beiden letzten Spielen, die verloren wurden. Gruppensieger wurde dadurch Dänemark, das aber bei der Endrunde in der Gruppenphase ausschied. Mit der verpassten Qualifikation endete die Amtszeit von Mike England.

### EM 1992
In der Qualifikation für die EM 1992 traf Wales, das seit 1988 von Terry Yorath trainiert wurde, dann auf Weltmeister Deutschland, Belgien und Luxemburg. Wales gewann zwar das Heimspiel gegen den Weltmeister mit 1:0, verlor aber das Rückspiel mit 1:4. Da zudem beim 1:1 in Belgien ein Punkt abgegeben wurde, reichte es nur zum zweiten Platz. Gruppensieger Deutschland fuhr zur Endrunde und erreichte dort zum vierten Mal das Finale, verlor dies aber gegen die Überraschungsmannschaft aus Dänemark, die erst kurz vor der EM für die aufgrund von UN-Sanktionen wegen der Jugoslawienkriege ausgeschlossenen Jugoslawen nachnominiert worden war. Yorath blieb zunächst im Amt, nach dem Scheitern in der Qualifikation zur WM-Endrunde 1994 in den USA verweigerte ihm der walisische Verband im Dezember 1993 aber eine Vertragsverlängerung.

## Endrunden mit 16 Teilnehmern

### EM 1996
Für die EM 1996 im Nachbarland England, die erstmals mit 16 Mannschaften ausgetragen wurde, mussten sich die wieder von Mike Smith trainierten Waliser wieder gegen Deutschland sowie Bulgarien, Georgien, Moldawien und Albanien qualifizieren, von denen Georgien und Moldawien erstmals teilnahmen. Die Waliser gewannen zwar das erste Spiel gegen Albanien, verloren darauf aber vier Spiele in Folge. Sie konnten dann zwar mit dem 1:1 in Deutschland einen Achtungserfolg erreichen, verloren aber danach das Heimspiel gegen Georgien. Danach gelang nur noch ein 1:0-Heimsieg gegen Moldawien und in Albanien ein 1:1. Damit wurde nur der vorletzte Platz belegt. Gruppensieger Deutschland und Bulgarien als Zweiter fuhren zur Endrunde, wo Deutschland zum dritten Mal den Titel gewann. Mit dem Aus in der Qualifikation endete die zweite Amtszeit von Mike Smith, sein Nachfolger wurde Bobby Gould.

### EM 2000
Für die EM 2000 mussten die Waliser sich in einer Gruppe mit Italien, Dänemark, der Schweiz und Belarus auseinandersetzen. Die Waliser konnten von den Heimspielen nur das Spiel gegen Belarus gewinnen, gegen das und Dänemark sie auch auswärts gewannen. Alle anderen Spiele wurden verloren und damit nur der vorletzte Gruppenplatz belegt. Gruppensieger Italien erreichte bei der Endrunde das Finale, verlor dies aber gegen Weltmeister Frankreich durch Golden Goal. Nach der verpassten Qualifikation endete die Amtszeit von Bobby Gould.

### EM 2004
Die Qualifikation für die EM 2004 verlief für Wales, das seit 1999 vom noch aktiven Spieler Mark Hughes trainiert wurde, zwar etwas besser, am Ende reichte es aber wieder nicht. In einer Gruppe mit Vizeeuropameister Italien, Serbien und Montenegro, Finnland und Aserbaidschan gelangen in acht Spielen vier Siege, u. a. ein 2:1 gegen Italien, und ein Remis. Damit lagen die Waliser am Ende auf Platz 2 und hatten noch die Chance, sich in den Playoffspielen der Gruppenzweiten zu qualifizieren. Nach einem 0:0 im Hinspiel in Russland verloren sie dann aber das Heimspiel mit 0:1. Russland spielte bei der Endrunde dann aber keine große Rolle und schied in der Gruppenphase aus. Hughes blieb zunächst im Amt, beendete aber im Sommer 2004 seine Tätigkeit als Nationaltrainer und wurde Manager der Blackburn Rovers. Ihm folgte John Toshack, der schon 1994 das Amt für 41 Tage innehatte.

### EM 2008
Vier Jahre später musste sich Wales für die nächste EM wieder gegen Deutschland sowie Tschechien, Irland, die Slowakei, Zypern und San Marino qualifizieren, das alle Spiele verlor. Neben den Siegen gegen San Marino gelangen den Walisern nur ein Heimsieg gegen Zypern sowie ein Auswärtssieg in der Slowakei. Mit einem torlosen Remis im letzten Spiel in Deutschland sorgten sie aber dafür, dass die Deutschen nur Gruppenzweiter wurden, was diesen aber zur Qualifikation für die Endrunde reichte, wo sie zum sechsten Mal das Finale erreichten. Wales dagegen belegte nur den fünften Platz. Toshack blieb zunächst im Amt, verpasste dann aber auch die Qualifikation zur WM-Endrunde 2010.

### EM 2012

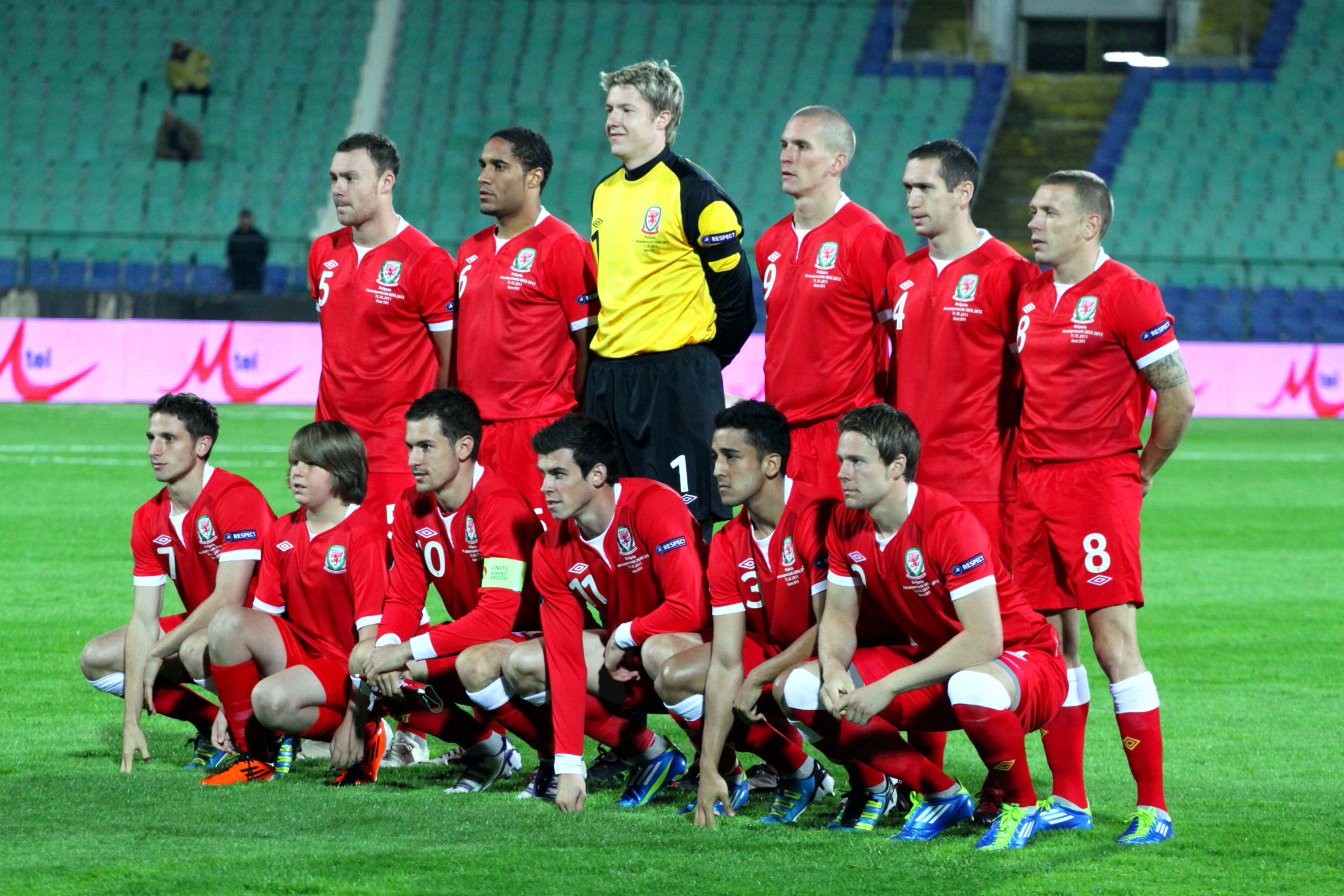
Die walisische Mannschaft vor dem letzten Qualifikationsspiel gegen Bulgarien am 11. Oktober 2011

Vier Jahre später konnten sich die seit 2010 von Gary Speed gemanagten Waliser wieder nicht qualifizieren. In einer Grupe mit England, Montenegro, der Schweiz und Bulgarien starteten sie mit vier Niederlagen, ehe gegen Montenegro der erste Sieg gelang. Nach einer weiteren Niederlage gegen England, gelangen zwar noch zwei Siege, diese kamen aber zu spät, so dass am Ende nur der vorletzte Platz heraussprang, durch den Sieg gegen die Schweiz diese aber die Playoffs der Gruppenzweiten verpasste. Stattdessen hatte Montenegro noch die Chance, über diesen Weg die Endrunde zu erreichen, konnte diese aber gegen Tschechien nicht nutzen. Als Gruppensieger fuhr daher nur England aus dieser Gruppe zur Endrunde, scheiterte dort aber wieder einmal an seiner Schwäche im Elfmeterschießen. Zwei Wochen nach der verpassten Qualifikation beging Gary Speed aus ungeklärten Gründen Suizid.

## Endrunden mit 24 Teilnehmern

### EM 2016

Startaufstellungen im ersten EM-Spiel der Waliser gegen die Slowakei

An der EM nahmen erstmals 24 Mannschaften teil. Für die Auslosung der Qualifikationsgruppen, die am 23. Februar 2014 erfolgte, war Wales nur in Topf 4 gesetzt und wurde der Gruppe mit Belgien zugelost. Weitere Gegner waren Bosnien und Herzegowina, Israel, Zypern und Andorra.
Wales, das seit 2012 von Chris Coleman trainiert wurde und unter ihm in der Qualifikation für die WM 2014 nur den fünften Platz belegt hatte, war eine der Überraschungen der Qualifikation. Die Waliser verloren nur ein Spiel, am vorletzten Spieltag in Bosnien und Herzegowina, das damit noch die Chance auf Platz 3 wahrte, wogegen Wales trotz der Niederlage vorzeitig und damit zum ersten Mal für die Endrunde qualifiziert war. Zu ihnen gesellten sich am selben Tag die Belgier als Gruppensieger, während Bosnien und Herzegowina am letzten Spieltag Platz 3 sicherte und damit noch die Chance hatte, sich über die Playoffs der Gruppenzweiten gegen Irland für die Endrunde zu qualifizieren, was aber nicht gelang. Da sich auch England sowie erstmals Nordirland qualifizierten, nahmen zum ersten Mal drei britische Mannschaften an einer EM-Endrunde teil. Die letzte Teilnahme von drei britischen Mannschaften bei einem großen Turnier gab es bei der WM 1986, als sich England, Nordirland und Schottland qualifiziert hatten. Für Wales war es die erste Teilnahme an einem großen Turnier seit der WM 1958, als Wales bis ins Viertelfinale vorstieß und dort erst gegen den späteren Weltmeister Brasilien ausschied. Durch die Qualifikationsergebnisse im Jahr 2015 konnte sich Wales in der FIFA-Weltrangliste um insgesamt 330 Punkte verbessern und erreichte im August 2015 mit Platz 9 erstmals eine Top-10-Platzierung sowie mit dem achten Platz im Oktober 2015 die bisher beste Platzierung, die aber durch die Niederlage im vorletzten Qualifikationsspiel wieder verspielt wurde.
Für die Gruppenauslosung am 12. Dezember 2015 war Wales aufgrund des UEFA-Koeffizienten Lostopf 4 zugeordnet und wurde der Gruppe mit England, Russland und der Slowakei zugelost, gegen das die Waliser ihr erstes EM-Spiel gewannen. Nach einer Niederlage gegen England durch Tore in der Schlussphase gelang ein Sieg gegen Russland und damit der Gruppensieg.
Die Waliser sind damit zusammen mit der Slowakei die bisher einzige Mannschaft, die bei Weltmeisterschaften und Europameisterschaften immer die Gruppenphase überstanden, beide nahmen aber bisher jeweils nur einmal teil.
Im Achtelfinale, einem Spiel mit wenigen Torchancen, gewannen die Waliser dank eines Eigentors des nordirischen Abwehrspielers Gareth McAuley. Damit waren sie die einzige britische Mannschaft, die das Viertelfinale erreichte, da England überraschend gegen Island verlor. Gegner im Viertelfinale war die in der aktuellen FIFA-Weltrangliste am besten platzierte europäische Mannschaft Belgien. Die Waliser gerieten zwar bereits nach 13 Minuten in Rückstand, glichen aber in der 31. Minute durch Kapitän Ashley Williams aus. In der zweiten Halbzeit erzielten Hal Robson-Kanu und der später für ihn eingewechselte Sam Vokes noch zwei Tore zum 3:1. Sieg. Damit stand Wales erstmals bei einem großen Fußballturnier im Halbfinale und erstmals seit 1996 überhaupt wieder eine britische Mannschaft. Gegner im Halbfinale war der spätere Europameister Portugal, gegen den mit 0:2 verloren wurde, womit die Waliser wie bei der WM 1958 gegen den späteren Titelgewinner ausschieden.

### EM 2021
Irland, Schottland und Wales hatten 2012 eine gemeinsame Bewerbung für die EM 2020 in Betracht gezogen. Nach der Entscheidung der UEFA die EM 2020 in mehreren europäischen Städten auszurichten, hatte sich Wales mit dem Millennium Stadium in Cardiff auch für die Austragung von Endrundenspielen beworben, wurde aber nicht berücksichtigt. Wie die Länder, in denen Spiele stattfinden werden, musste sich auch Wales qualifizieren. In der Qualifikation konnte sich Wales zusammen mit Kroatien gegen die Slowakei, Ungarn und Aserbaidschan durchsetzen. Dabei gaben die Waliser, die seit März 2018 von Ryan Giggs trainiert werden, in den Heimspielen nur beim 1:1 gegen Vizeweltmeister Kroatien einen Punkt ab, in den Auswärtsspielen konnten sie nur in der Slowakei einen und in Aserbaidschan drei Punkte holen. So gelang erst am letzten Spieltag durch den 2:0-Heimsieg gegen Ungarn als letzte Mannschaft die direkte Qualifikation. Mit zehn erzielten Toren sind die Waliser die direkt qualifizierte Mannschaft mit den wenigsten Toren. Die dritt- und viertplatzierten Slowaken und Ungarn haben noch die Chance im März 2020 über die Playoffs einen Endrundenplatz zu erhalten, wogegen die letztplatzierten Aserbaidschaner als erster Ausrichter definitiv nicht teilnehmen können.
Bei der Auslosung der Endrunde am 30. November 2019 wurden die Waliser in eine Gruppe mit Italien, der Schweiz und der Türkei gelost. Nachdem Wales am Ende der Vorrunde hinter Italien den zweiten Gruppenplatz belegte, scheiterte die Mannschaft im Achtelfinale mit 0:4 an Dänemark.

### EM 2024
Für die zweite EM in Deutschland wurde Wales in eine Qualifikationsgruppe mit der Türkei, Kroatien, Armenien und Lettland gelost. Die Waliser starteten mit einem 1:1 in Kroatien. Nach einem Heimsieg gegen Lettland, verloren sie daheim mit 2:4 gegen Armenien und auch in der Türkei. Danach wurde zwar kein Spiel mehr verloren, durch zwei Remis in den beiden letzten Spielen reichte es für sie aber nur zum dritten Platz. Da sich bis auf Polen und Wales aber alle Mannschaften der Nations League Liga A direkt für die Endrunde qualifizieren konnten, haben die Waliser wie auch die Polen noch die Chance sich über die Play-offs qualifizieren. Dabei hatten die Waliser im Halbfinale Heimrecht gegen Finnland und die Polen gegen Estland. Beide gewannen ihre Spiele und traten im Finale um einen der drei letzten EM-Endrundenplätze gegeneinander an. Nach torlosen 120 Minuten und neun erfolgreichen Schützen im Elfmeterschießen konnte der polnische Torhüter den Schuss des letzten Walisers halten, womit die Waliser die EM-Endrunde endgültig verpassten.

## Spieler mit den meisten Einsätzen bei Europameisterschaften

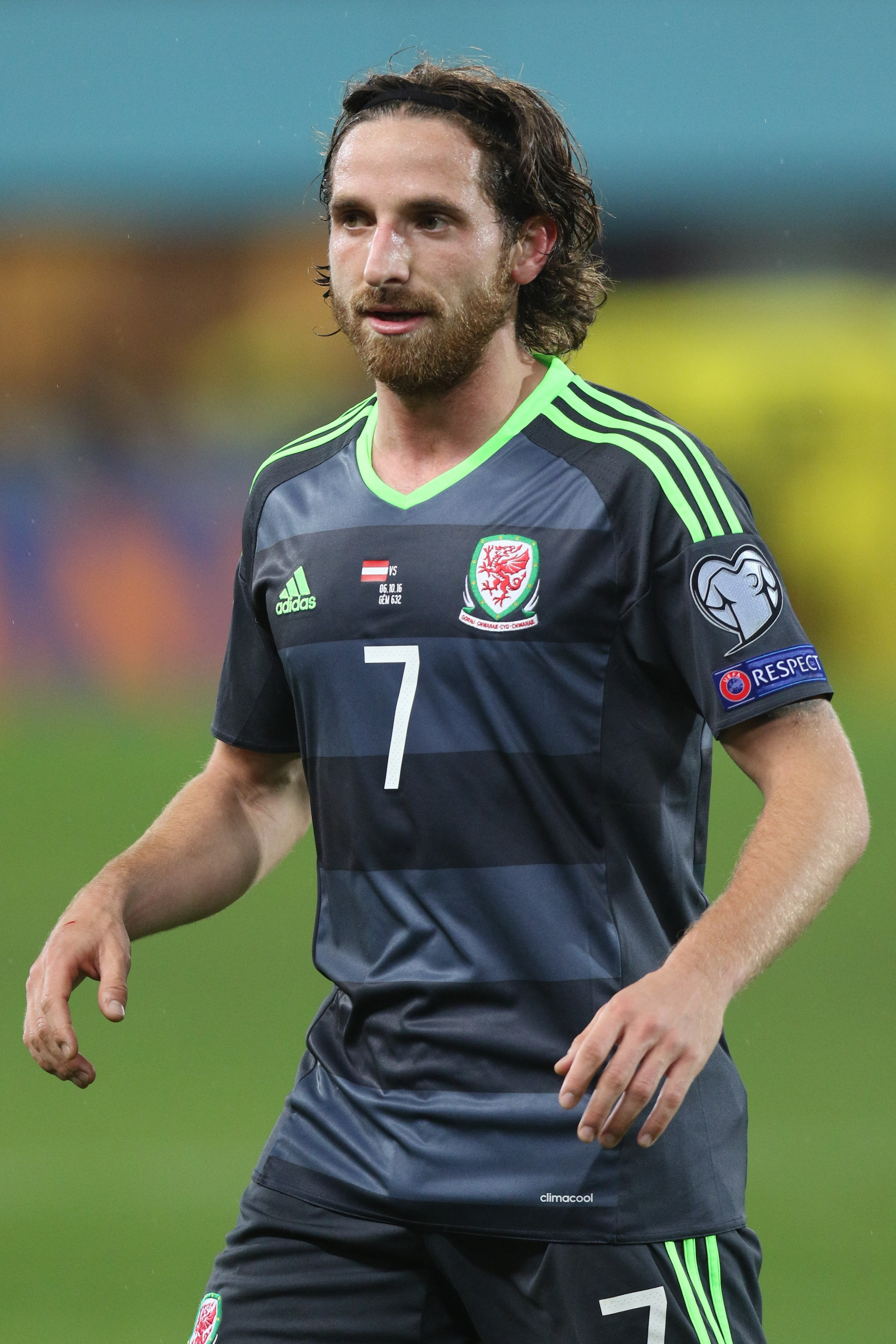
Joe Allen, zusammen mit Gareth Bale walisischer EM-Rekordspieler

| Spiele | Spieler      | Jahr (Spiele)      |
| ------ | ------------ | ------------------ |
| 10     | Gareth Bale  | 2016 (6), 2021 (4) |
|        | Joe Allen    | 2016 (6), 2021 (4) |
| 9      | Ben Davies   | 2016 (5), 2021 (4) |
|        | Aaron Ramsey | 2016 (5), 2021 (4) |
| 7      | Chris Gunter | 2016 (6), 2021 (1) |

Stand: 26. Juni 2021

## Spieler mit den meisten Toren bei Europameisterschaften
| Tore | Spieler         | Jahr (Tore)        |
| ---- | --------------- | ------------------ |
| 3    | Gareth Bale     | 2016 (3)           |
| 2    | Hal Robson-Kanu | 2016 (1)           |
| 2    | Aaron Ramsey    | 2016 (1), 2021 (1) |
| 1    | Kieffer Moore   | 2021 (1)           |
| 1    | Connor Roberts  | 2021 (1)           |
| 1    | Neil Taylor     | 2016 (1)           |
| 1    | Sam Vokes       | 2016 (1)           |
| 1    | Ashley Williams | 2016 (1)           |

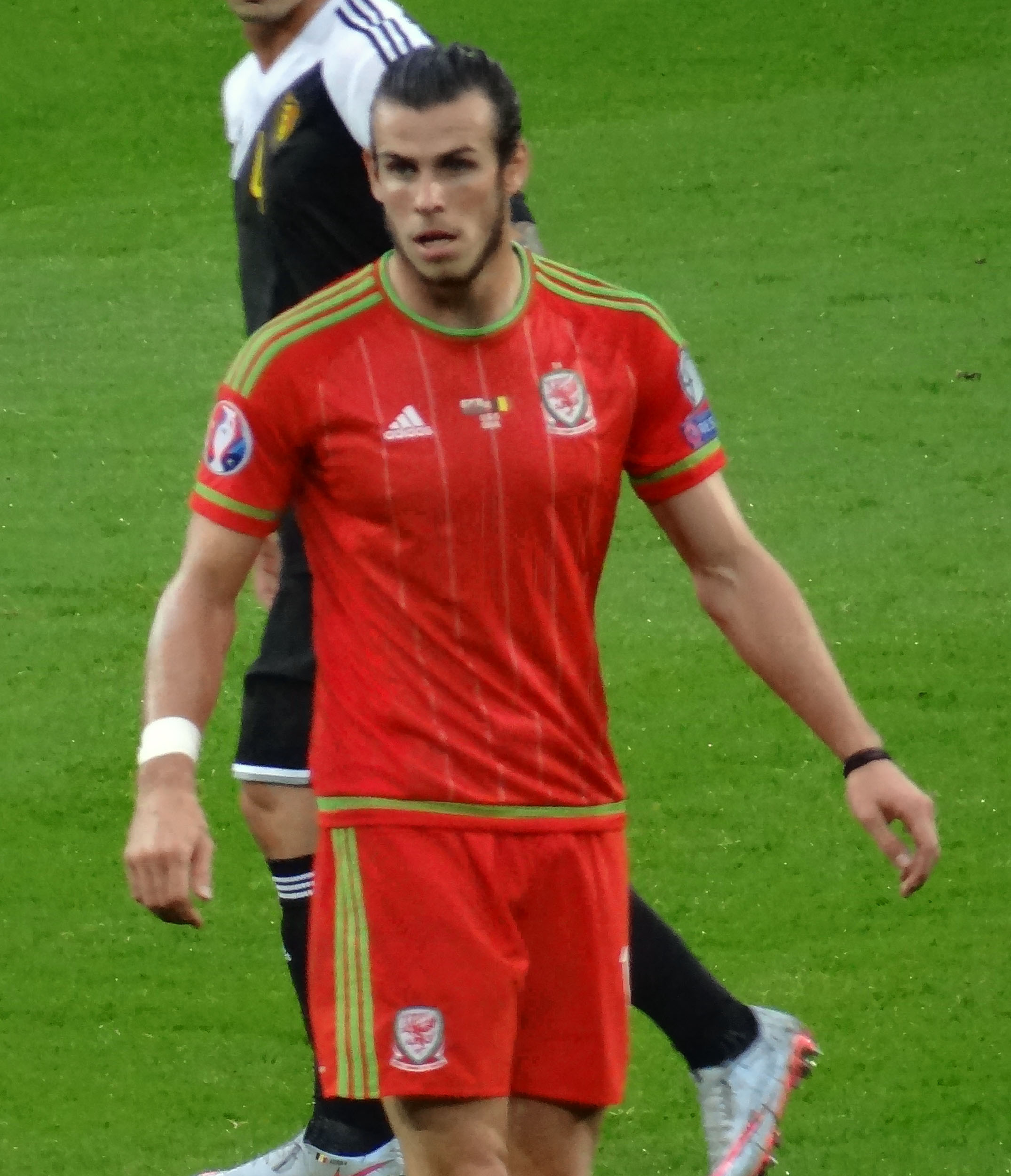
Gareth Bale, bester walisischer EM-Torschütze

Zudem ein Eigentor durch einen nordirischen Spieler
Stand: 26. Juni 2021

## Bei Europameisterschaften gesperrte Spieler
- 2021 erhielt Ethan Ampadu im 3. Gruppenspiel gegen Italien die Rote Karte und war für das Achtelfinale gesperrt. Harry Wilson erhielt im Achtelfinale ebenfalls die Rote Karte und Kieffer Moore die zweite Gelbe Karte, die aber keine Auswirkungen auf das Turnier mehr haben, da Wales ausschied.

## Anteil der im Ausland spielenden Spieler im EM-Kader
Bei beiden Teilnahmen stand kein Spieler im Kader, der in Wales spielt.
| Jahr (Spiele) | Anzahl (Länder)                                   | Spieler (Einsätze) |
| ------------- | ------------------------------------------------- | --- |
| 2016 (6)      | 21 (19 in England, 1 in Schottland, 1 in Spanien) | Joe Allen (6), James Chester (6), Simon Church (2), James Collins (2), David Cotterill, Ben Davies (5), David Edwards (3), Chris Gunter (6), Wayne Hennessey (5), Andy King (3), Joe Ledley (6), Aaron Ramsey (5), Ashley Richards, Hal Robson-Kanu (5), David Vaughan, Sam Vokes (4), Danny Ward (1), George Williams, Jonny Williams (4); Owain Fôn Williams; Gareth Bale (6) |
| 2021 (4)      | 21 (19 in England, 1 in Italien, 1 in Spanien)    | Joe Allen (4), Ethan Ampadu (3), David Brooks (3), Adam Davies, Ben Davies (4), Chris Gunter (1), Wayne Hennessey, Daniel James (4), Dylan Levitt (1), Tom Lockyer, Chris Mepham (3), Joe Morrell (4), Rhys Norrington-Davies, Tyler Roberts (1), Joe Rodon (4), Matthew Smith, Danny Ward (4), Neco Williams (3), Harry Wilson (3); Aaron Ramsey (4); Gareth Bale (4)          |

Stand: 26. Juni 2021

## Spiele
Die Waliser bestritten bisher zehn EM-Spiele, von denen fünf gewonnen, eins remis endete und vier verloren wurden. Die Waliser spielten neunmal auf neutralem Platz und dabei einmal gegen den späteren Europameister, womit ihr erster EM-Auftritt endete. Das neunte Spiel war dann das erste Auswärtsspiel. Der Sieg gegen Russland ist der erste und damit höchste gegen die Russen, die Niederlage gegen die Dänen die höchste gegen Dänemark.
| Alle EM-Spiele |               |          |            |   |                 |               |             |
| Nr.            | Datum         | Ergebnis | Gegner     |   | Austragungsort  | Anlass        | Bemerkungen |
| 1              | 11. Juni 2016 | 2:1      | Slowakei   | * | Bordeaux (FRA)  | Gruppenspiel  |             |
| 2              | 16. Juni 2016 | 1:2      | England    | * | Lens (FRA)      | Gruppenspiel  |             |
| 3              | 20. Juni 2016 | 3:0      | Russland   | * | Toulouse (FRA)  | Gruppenspiel  |             |
| 4              | 25. Juni 2016 | 1:0      | Nordirland | * | Paris (FRA)     | Achtelfinale  |             |
| 5              | 1. Juli 2016  | 3:1      | Belgien    | * | Lille (FRA)     | Viertelfinale |             |
| 6              | 6. Juli 2016  | 0:2      | Portugal   | * | Lyon (FRA)      | Halbfinale    |             |
| 7              | 12. Juni 2021 | 1:1      | Schweiz    | * | Baku (AZE)      | Gruppenspiel  |             |
| 8              | 16. Juni 2021 | 2:0      | Türkei     | * | Baku (AZE)      | Gruppenspiel  |             |
| 9              | 20. Juni 2021 | 0:1      | Italien    | A | Rom (ITA)       | Gruppenspiel  |             |
| 10             | 26. Juni 2021 | 0:4      | Dänemark   | * | Amsterdam (NLD) | Achtelfinale  |             |